# Казанск (Гомельская область)
Казанск (бел. Казанск) (до 1864 года Куродичи) — деревня в Козловичском сельсовете Калинковичского района Гомельской области Беларуси.

## География

### Расположение
В 36 км на север от Калинкович, 12 км от железнодорожной станции Холодники (на линии Жлобин — Калинковичи), 158 км от Гомеля.

### Гидрография
На западе мелиоративные каналы и река Ипа (приток реки Припять).

## Транспортная сеть
Транспортные связи по просёлочной, затем автомобильной дороге Калинковичи — Бобруйск. Планировка состоит из дугообразной длинной улицы (ул. Ленина), к центру которой с запада присоединяется короткая прямолинейная улица (в народе — Макаров посёлок). Застройка двусторонняя, деревянная, кирпичная, а также из газобетонных блоков, усадебного типа.

## История
По письменным источникам известна с 1560 года как королевское село Мозырского повета Киевского (с 1569 года Минского) воеводства Великого княжества Литовского. С 1617 года -  подуховное имение, принадлежащее Мозырской плебании, Минской Римско-Католической духовной консистории. С 1797 года — в составе Речицкого уезда. Под 1778 год обозначена как селение в Озаричском церковном приходе.
Фундушевое имение Куродичи существовало уже к 1617 году. В архивах НИАБ встретилась запись: "1617 года, июля 20-го состоявшаяся грамота Короля Сигизмунда III с фундушем на Мозырскую церковь а также ограничения имения Куродичи ". Таким образом с 1617 года по 1843 год (226 лет), подуховное имение Куродичи принадлежало Мозырской плебании, Минской Римско-Католической духовной консистории.

После 2-го раздела Речи Посполитой (1793 год) в составе Российской империи. В 1795 году в имении был господский двор.
Ревизские Сказки от 1795 года: «1795 года, месяца ноября 14-го дня, Минской губернии части, на уезды разделённый села Ку’родичь (Kurodycz), принадлежащего по праву фундушевому до Плебании Мозырской Римско-Католического исповедания, состоящей в пределах Империи, и находящегося в Действительном Управлении у Ксендза Антония Грондзкого, Каноника Смоленского Плебана Мозырского. Тот же самый Плебан владелец».
В 1843—1844 годах, имение передано в ведение Казны.
К 1864 году, все соседние с Куродичами деревни были православными. Некоторые не покидали православия, часть деревень присоединились из униатства к православию до 1839 года. В самих же Куродичах, не менее половины жителей села оставались католиками, что доставляло им определённые проблемы при вступлении в брак с жителями соседних деревень. 17 октября 1864 года 17семейств деревни Куродичи добровольно решили перейти из римско-католической веры в Православную. 25 октября 1864 г. в присутствии 5 официальных лиц обряд был совершен. При этом крестьяне поставили условие: направить своих представителей к мозырскому декану ксендзу Кершанскому чтобы узнать действительно ли их предки 100 лет тому назад были православными. Кершанский в своём ответе доказал, что жители села Куродичи никогда не были православными. На что губернатор-вешатель Муравьёв постановил наказать Кершанского штрафом 200 рублей серебром и перевести в другой приход, закрыть костёл в Куродичах, а само село переименовать в Казанское. Селение Куродичи было переименовано в Казанское 8 декабря 1864 года, а жители деревни прикреплены к приходу Домановичской Михайловской церкви.
В 1885 году в Речицком уезде Минской губернии. Согласно переписи 1897 года деревни Казанск-Замостье (действовала церковь) и Казанск-Бовдиры (действовали церковь, хлебозапасный магазин, конная мельница).
В 1930 году организованы колхозы «Сеятель», «Красный Казанск» и «Победа», работали ветряная мельница, кузница, 7-летняя школа (в 1935 году — 181 ученик). С 1939 года до 16 июля 1954 года центр Мартиновичского сельсовета Домановичского района Полесской, с 8 января 1934 года Гомельской областей. Во время Великой Отечественной войны в боях около деревни погибли 136 советских солдат (похоронены в братской могиле на кладбище). 102 жителя погибли на фронте. В 1971 году центр колхоза «Сеятель». Расположены 9-летняя школа, клуб, библиотека, фельдшерско-акушерский пункт, отделение связи, магазин.

## Передача подуховного имения в Казну в 1843—1844 годах
С ноября 1843 года по март 1844 года проходила передача подуховного имения Куродичи в ведение государственных имуществ. В ходе передачи выяснилось, «что крестьяне имения показывают спор с помещиком Горватом в ширину на 1 версту, в длину на 3 версты, о каковом заявлении они наслышаны от предков своих…. По данному спору, Минская палата Государственных имуществ, собирая сведения о сём споре, нашла, что в Речицком уездном суде имеется в производстве дело о грабежах довершённых крестьянам Куродицким, экономиею Корженовского помещика Горвата…. Затем, по разрешению вышеупомянутого донесения были отправлены предписания Речицкому уездному суду, немедленно доставить ближайшие сведения об обстоятельствах упомянутого дела, равно же прислать в сию палату представленные Куродицкою плебаниею по этому делу документы …. и напоследок донести копии дел о размежевании Куродицкого имения, переданные из Речицкого межевого суда, ежели имеются и в каком положении.
Сверх сего, палата Государственных имуществ сообщила в Минскую Римско-Католическую Духовную Консисторию с требованием уведомления, были ли где-либо заводимы со стороны Куродицкого имения межевые споры, особенно с помещиком Горватом, и что было предпринимаемо Духовным начальством на ограждение фундушевой собственности от завладения сего помещика, причем требовала в присылку документов, если таковые имеются.
…. Минская Римско-Католическая Духовная Консистория уведомила, что в делах ея не видно, дабы со стороны имения Куродичь, принадлежавшего Мозырской Римско-Католической плебании заводимы были с помещиком Горватом межевые споры, и документов о том в Консистории не имеется….
Было принято решение, показания крестьян имения Куродичь …. приобщить к имеющимся в деле об обмежевании имения Куродичь…. Мозырскому Окружному управлению Государственных имуществ предписать распорядится, чтобы настоящие границы имения Куродичь сохранились целостны в том положении, в каком найдены при приёме оного из управления Мозырской Римско-Католической плебании в ведение Министерства Государственных Имуществ.»

В 1842 году было образовано Калинковичское сельское общество, к которому была присоединена и деревня Куродичи, после её передачи в Казну.

## Описание жителями границ имения Куродичи от 15 ноября 1843 года
В деле приводится справка от 15 ноября 1843 года за № 303, которая содержит описание жителями границ имения Куродичи:

«При описании Комиссиею границ имения Куродичь крестьяне оного показали, что действительная граница фундушевого имения Куродичь начинается от урочища Поплавецъ, с оного на урочище Пніовье, в урочище Вижаръ, с оного в Колодезикъ, с Колодезика в урочище Вязинъ, от толь в Лужу, с оной в Островъ, а с Острова в речку Теребню, а с оной в Довгий Мысъ, и далее полем в Ананый рогъ, с коего болотом в речку Ипту, каковые границы состоят в целости и никаких споров не имеется, впрочем они крестьяне от предков своих слышали, что граница имения Куродичь наверно имеет начало от реки Ипты в речку Бобовицу, с оной в Губеровский брод, от толь в Глубокий мох, с оного долиною подлипьем в урочище Едвы, от сель в горки, с горки в урочище Камень, с оного <лихом в бялого миртуне лугу>, а от толь в урочище Рубище великим бором в кресты или стоки Крестовые, с оных в Цацкову Лужу и далее в речку Теребню, которою в урочище Дубовець, с оного в Отревъ Курень на урочище Высокий Частил вывел от коль болотом в бобровое Клнечице, а с оного в речку Ипту, которую далее граница продолжается в речку Бобовицу, откуда началась граница.
И что по таковому ограничению ныне состоит во владении помещика Горвата Куродицкой земли в ширину на 1 версту, а в длину до 3-х верст. Однако ж о таком завладении, они крестьяне неизвестны, токмо как выше пояснено, наслышены от предков своих, о чём независимо в деле комиссии честь имеем довести до сведения Окружного управления».

## Коренные фамилии Куродичь — Тозик, Лавда и Тупик
По Ревизским Сказкам 1795 года, в селе Куродичи 29 дворов. Всего 176 жителей, мужчин — 84, женщин — 92. Среди жителей села фамилии распределены следующим образом:
- Тозик — 7 дворов;
- Лавда — 6 дворов;
- Тупик — 5 дворов;
- Бовдырь — 2 двора;
- Гердун (позже преобразовалась в фамилию Горбун) — 2 двора.

Жители оставшихся 5 дворов носят фамилии: Шляга, Гвоздь, Чёрный, Лопушко, Годлевский.
По Ревизским Сказкам 1850 года, в селе Куродичи 36 дворов. Всего 243 жителя, мужчин — 129, женщин — 114. Среди жителей села фамилии распределены следующим образом:
- Тозик — 13 дворов;
- Лавда — 5 дворов;
- Тупик — 5 дворов;
- Лопушко — 4 двора;
- Годлевский — 2 двора;
- Бовдырь — 2 двора.

Жители оставшихся 5 дворов носят фамилии: Горбун, Шляга, Гвоздь, Камык (позже преобразована в Калмык), Чёрный.
Как видно из приведенной статистики, коренными фамилиями деревни являются Тозик, Лавда и Тупик. Видимо представители именно этих фамилий основали деревню, которая известна уже с 1617 года.

## Население

### Численность
- 2004 год — 137 хозяйств, 306 жителей.

### Динамика
По данным Ревизских Сказок, получилось собрать статистику по деревне Куродичи за 1795, 1816, 1834, 1850 и 1858 годы:
| Год переписи | Дворов | Мужчин | Женщин | Всего |
| ------------ | ------ | ------ | ------ | ----- |
| 1795         | 29     | 84     | 92     | 176   |
| 1816         | 38     | 82     | 92     | 174   |
| 1834         | 32     | 84     | 115    | 199   |
| 1850         | 36     | 129    | 114    | 243   |
| 1858         | 36     | 114    | 115    | 229   |

- 1778 год — 25 домов.
- 1795 год — 29 дворов.
- 1834 год — 32 двора.
- 1850 год — 243 жителя.
- 1885 год — 53 двора, 332 жителя.
- 1897 год — Казанск-Замостье — 43 двора, 253 жителя и Казанск-Бовдиры — 48 дворов, 278 жителей (согласно переписи).
- 1908 год — 114 дворов, 735 жителей.
- 1959 год — 599 жителей (согласно переписи).
- 1971 год — 184 двора, 560 жителей.
- 2004 год — 137 хозяйств, 306 жителей.

## Известные уроженцы
- Т. П. Лукашенко — Герой Социалистического Труда.
- Дмитрий Григорьевич Тупик — Рядовой Сибирского гренадерского полка, геройски погибший во время Бородинского сражения (Калинковичский Государственный Краеведческий Музей. museum.gomel-region.by. Дата обращения: 11 марта 2021.).
- Тозик, Анатолий Афанасьевич — посол Беларуси в Китае (2006-10), заместитель премьер-министра Республики Беларусь (с 2010).
- Тозик, Леонид Афанасьевич — Герой Социалистического Труда (1940-2000). С 1963 года бригадир комплексной бригады в строительном управлении №25 треста №5, с 1979года - трест №34 производственное - строительное - монтажного объединения Минскпромстрой. Звание героя социалистического труда присвоено в 1977году за успехи в выполнении планов и социального обязательства. Депутат Верховного Совета БССР с 1980 года.